# Ford Thunderbird
La Ford Thunderbird (chiamata anche T-Bird) è un autoveicolo prodotto dalla Ford in undici versioni dal 1955 fino al 2005. L'introduzione di questo tipo di veicolo, che univa varie caratteristiche in una sola auto, andò a creare un mercato di nicchia chiamato Personal Luxury Car.
È considerata la vettura sportiva più prodotta di tutti i tempi con 4 438 106 esemplari.

## Nome
Il nome "Thunderbird" (uccello di tuono in italiano) trae la sua origine dal folclore degli indo-americani dell'Arizona e del Nuovo Messico. Secondo il mito, Thunderbird governava il cielo e forniva un aiuto divino all’uomo. Il suo batter d’ali (invisibile ai mortali) creava venti e tuoni, originando piogge nel deserto da cui gli Indo-americani traevano l’acqua per vivere nell'arida landa in cui il destino li aveva portati.

## Prima serie (1955-1957)
La Ford Thunderbird venne ideata nel febbraio del 1953 per fare concorrenza alla nuova Chevrolet Corvette. Il 20 febbraio del 1954 al Salone Automobilistico di Detroit venne per la prima volta presentata al pubblico, le vendite inizieranno l'anno dopo.
Si presentava come una cabriolet sportiva a due posti con dei lineamenti più sportivi rispetto a quelli delle Ford dell'epoca.
Nonostante fosse una vera e propria auto sportiva, la Ford preferì mettere in risalto il comfort e la convenienza della Thunderbird piuttosto che la sua sportività.
La Thunderbird ottenne subito un notevole successo, infatti in un anno furono venduti ben 16 155 esemplari di Thunderbird, contro i 700 della Corvette. Aveva un motore V8, che verrà usato in varie versioni sulle future Thunderbird.
Nel 1956 venne spostata la gomma di riserva dal bagagliaio al paraurti posteriore e le marmitte vennero spostate alle estremità del paraurti. Venne inoltre montato un sistema elettrico da 12V. Altri cambiamenti minori sono: l'aggiunta di nuove verniciature per la carrozzeria e l'aggiunta di finestre a cerniera circolari. Ne vennero venduti 15.631 esemplari.
Nel 1957 vennero ridisegnati i paraurti e la griglia anteriore. La ruota di scorta venne nuovamente messa nel bagagliaio. Ne vennero venduti 21.380 esemplari.
In totale furono venduti 53 166 esemplari.

A questa vettura si ispira la Shamrock.

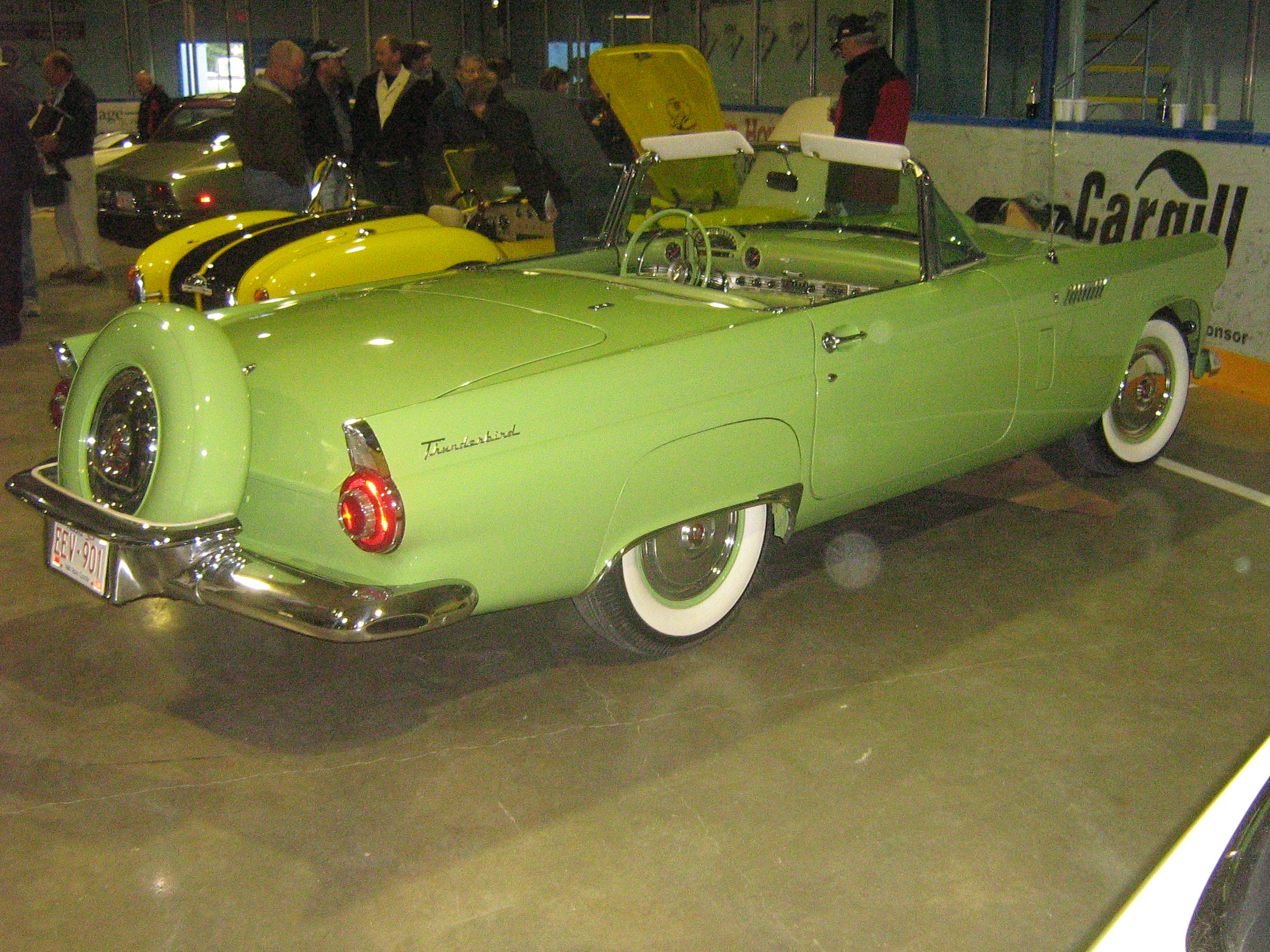
Vista posteriore di una Thunderbird del 1956
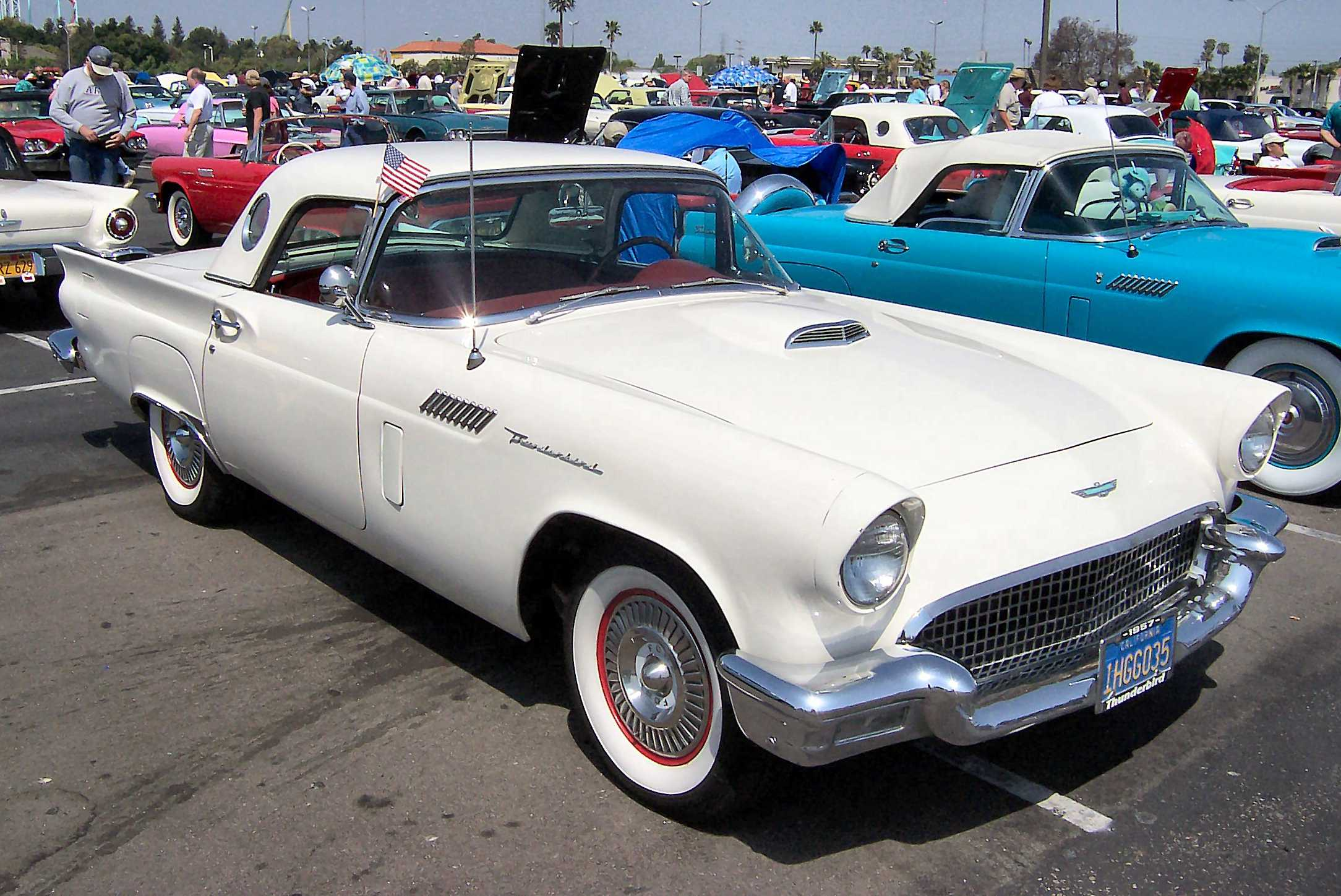
Una Thunderbird del 1957

## Seconda serie (1958-1960)
Nel 1957 la Thunderbird raggiunse il record di 21 380 unità vendute, ma i dirigenti della Ford, Robert McNamara in particolare, pensarono che il fatto che la vettura avesse solo due posti limitasse le vendite. Così nel 1958 venne ridisegnata e vennero aggiunti altri due posti, per un totale di quattro.
I risultati furono sorprendenti. Nel 1958 vennero venduti 37 892 esemplari, nel 1959 67 456 e nel 1960 92 843, per un totale di 198 191 esemplari venduti, circa quattro volte quelli venduti della prima serie.
Nel 1958 ricevette il premio di auto dell'anno del Motor Trend.
Nel 1958 vennero prodotti solo 2134 esemplari del modello cabriolet, poiché esso entrò in produzione solo a partire dal mese di giugno.
Nel 1959 vennero fatti dei cambiamenti principalmente agli ornamenti e venne introdotta la tappezzeria in pelle. Venne modificata anche la trazione posteriore, le vecchie molle elicoidali vennero sostituite con delle nuove molle a foglia parallela.

Nel 1960 la Thunderbird subì un restyling più evidente, principalmente nella griglia anteriore e nella fanaleria posteriore, che ora aveva un terzo fanale.

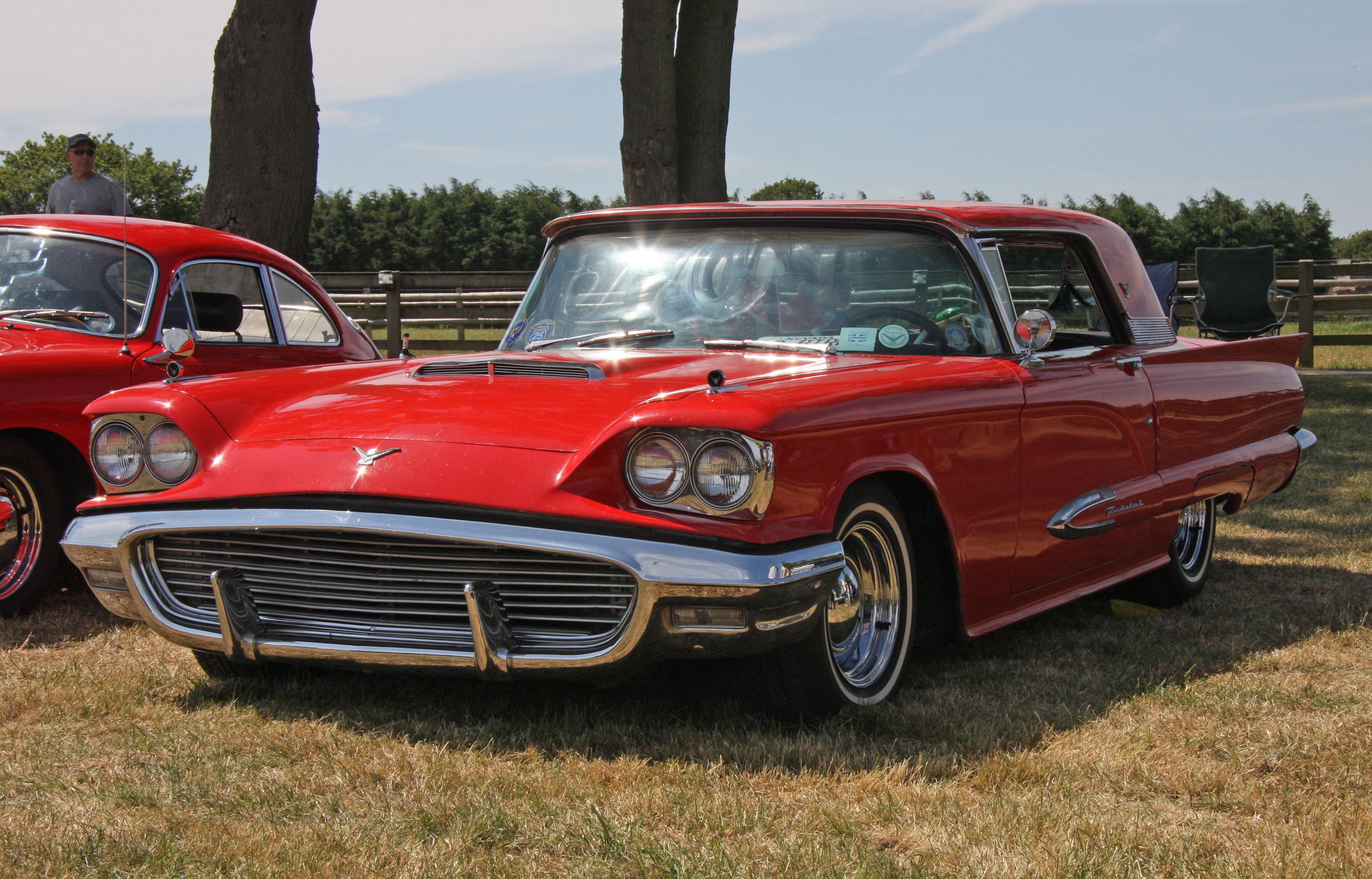
Una Thunderbird del 1959
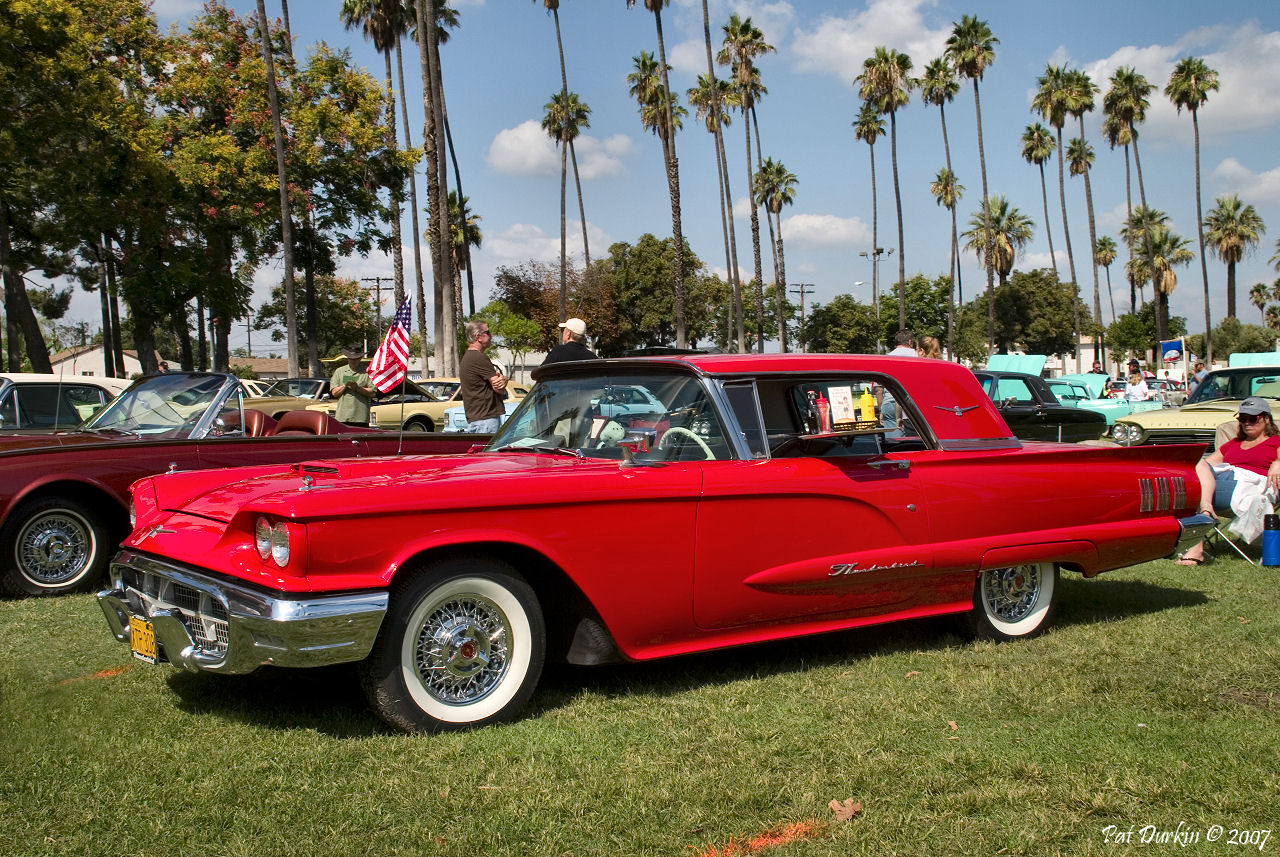
Una Thunderbird del 1960

### L'incidente di Fred Buscaglione

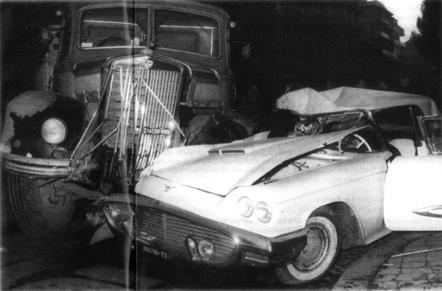
La Ford Thunderbird di Fred Buscaglione dopo l'incidente

In Italia una Thunderbird della seconda serie fu coinvolta in un tragico incidente, avvenuto a Roma, nel quartiere dei Parioli, all'alba del 4 febbraio 1960, in cui morì il cantante Fred Buscaglione, a 38 anni, mentre tornava in albergo dopo aver trascorso la notte esibendosi in un locale notturno della Capitale. La sua Ford Thunderbird color lilla si scontrò con un autocarro Lancia Esatau 864 carico di porfido. L'artista fu immediatamente soccorso dal conducente del camion, il ventiquattrenne Bruno Ferretti, rimasto illeso, e da un passante, venendo caricato su un autobus di passaggio, ma morì prima dell'arrivo all'ospedale.

## Terza serie (1961-1963)
La terza serie venne presentata nel 1961. Rispetto al modello precedente aveva uno stile più elegante.
Il volante venne spostato di 46 cm per consentire al conducente di uscire più facilmente dalla vettura.
Nel 1962 vennero lanciate due nuove versioni: la Sport Roadster, versione limitata della Thunderbird di cui ne vennero venduti 455 esemplari Cabriolet; e la Landau, con il tetto in vinile, molto in voga in quegli anni.
Nel 1963 venne lanciata una versione speciale del modello Landau, che era ormai diventato uno dei più importanti, denominata "Principality of Monaco". Questa vettura era disponibile solo di colore bianco, sia per la carrozzeria sia per gli interni (a eccezione del tetto che era disponibile solo di colore rame). Vi era inoltre la possibilità di personalizzare l'auto con il proprio nome in un'apposita targhetta. Ne vennero prodotti 2000 esemplari. Per il resto la Thunderbird non subì cambiamenti di molta rilevanza.
Dal 1961 al 1963 furono venduti 214 375 esemplari.

Tuttavia la popolarità della Thunderbird Cabriolet cominciò a calare, infatti della versione cabriolet (con la Sport Roadster) ne vennero venduti solo 6368 esemplari, un numero molto inferiore rispetto ai 208 007 esemplari coupé venduti.

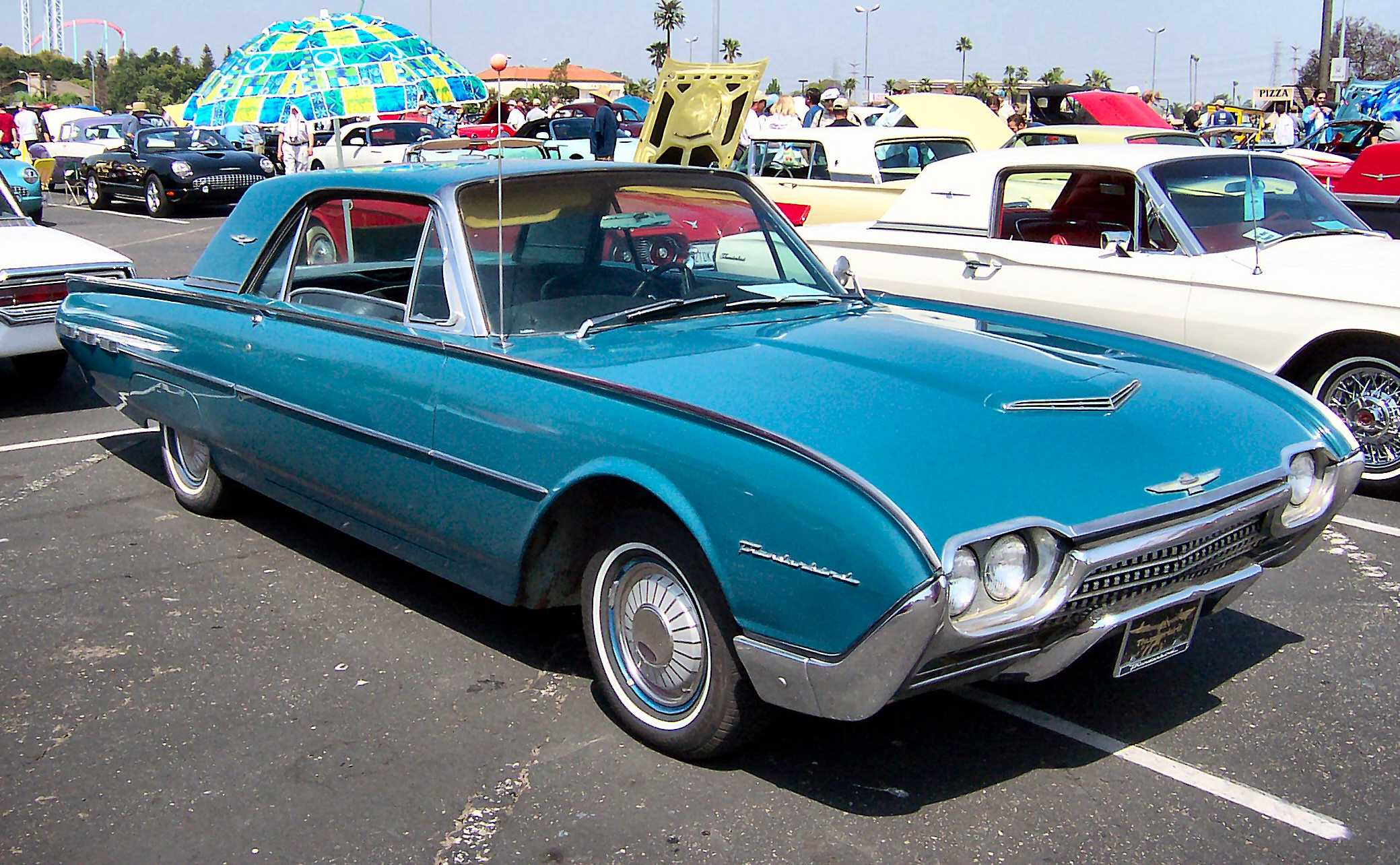
Una Thunderbird del 1962
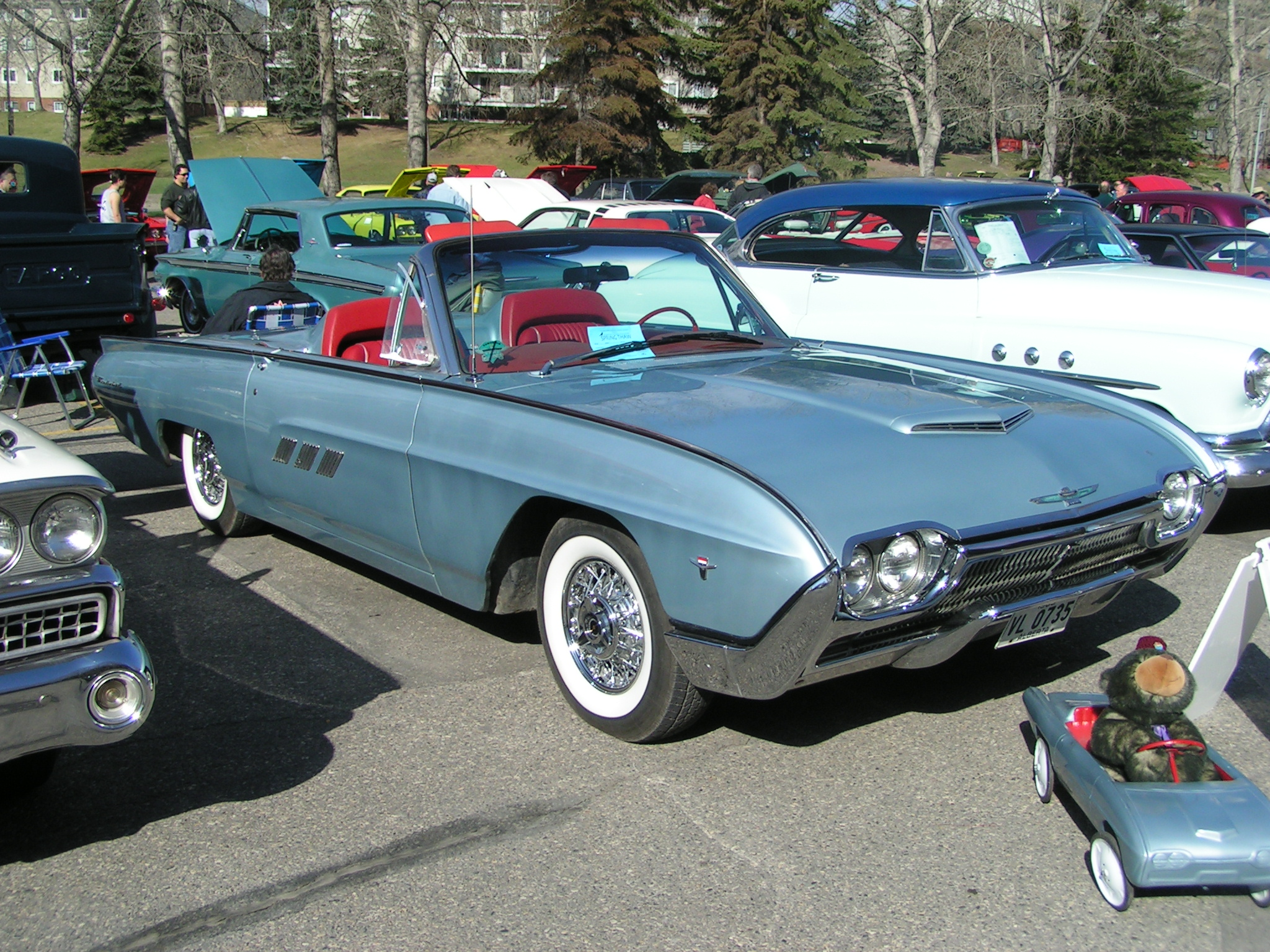
Una Thunderbird del 1963

## Quarta serie (1964-1966)
La quarta serie della Thunderbird venne presentata nel 1964. Rispetto alle altre serie aveva uno stile più squadrato, soprattutto nella parte posteriore. La griglia anteriore era molto simile a quella della versione precedente. Nel 1966 venne ridisegnata principalmente la griglia, che ora aveva uno stile più orientale.
Una Thunderbird color azzurro metallico del 1966 è l'auto con cui viaggiano le due protagoniste del film di Ridley Scott del 1991 Thelma & Louise (interpretate da Susan Sarandon e Geena Davis), in cui il veicolo assume il ruolo di simbolo di libertà, sfrecciando con la capotte abbassata e sollevando un polverone nelle immense strade americane.

La quarta serie della Thunderbird ebbe una nuova avversaria, la Ford Mustang, molto simile alla Thunderbird ma più economica. Nonostante ciò ne furono venduti 236 613 esemplari.

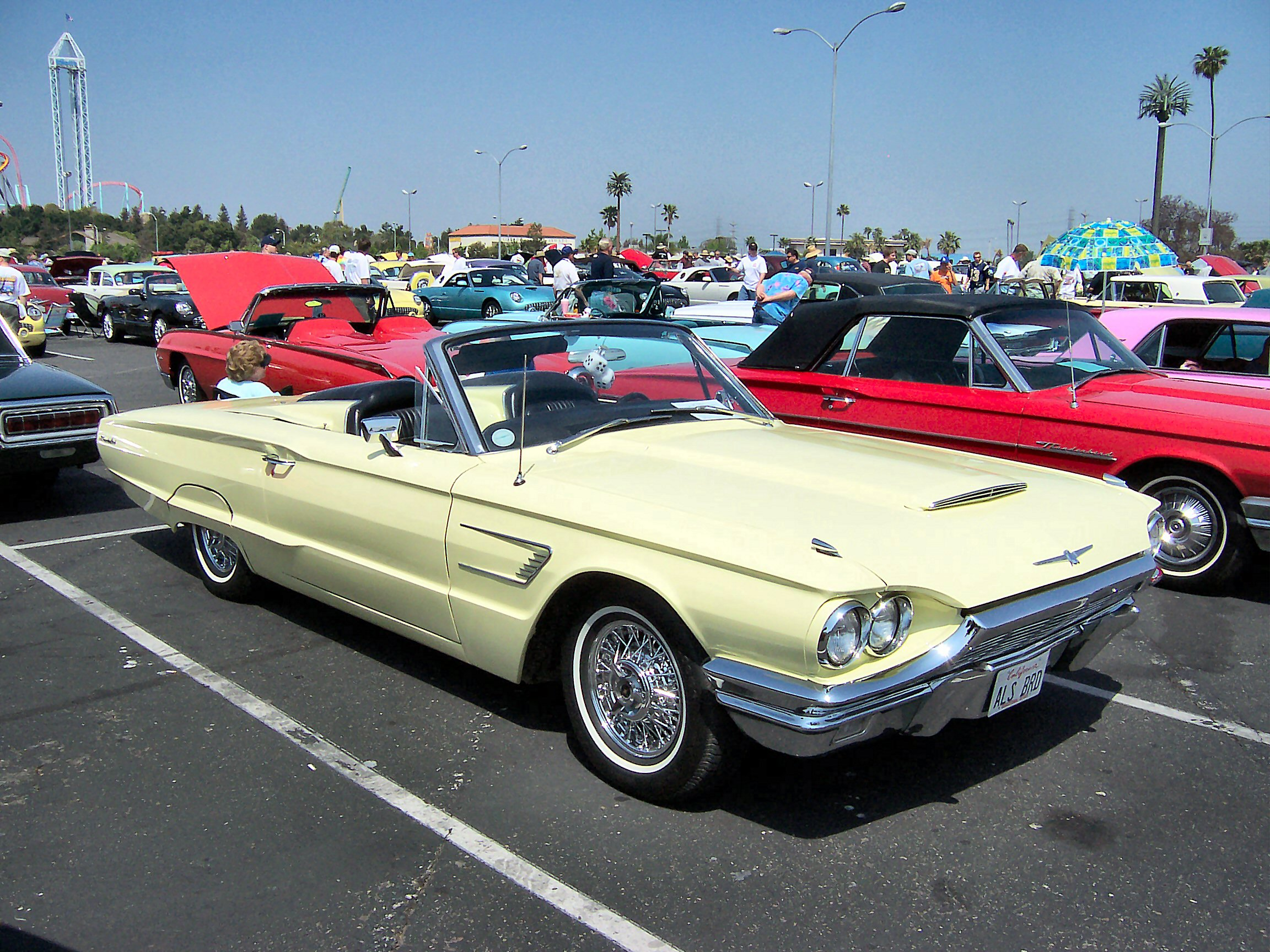
Esemplare del 1965
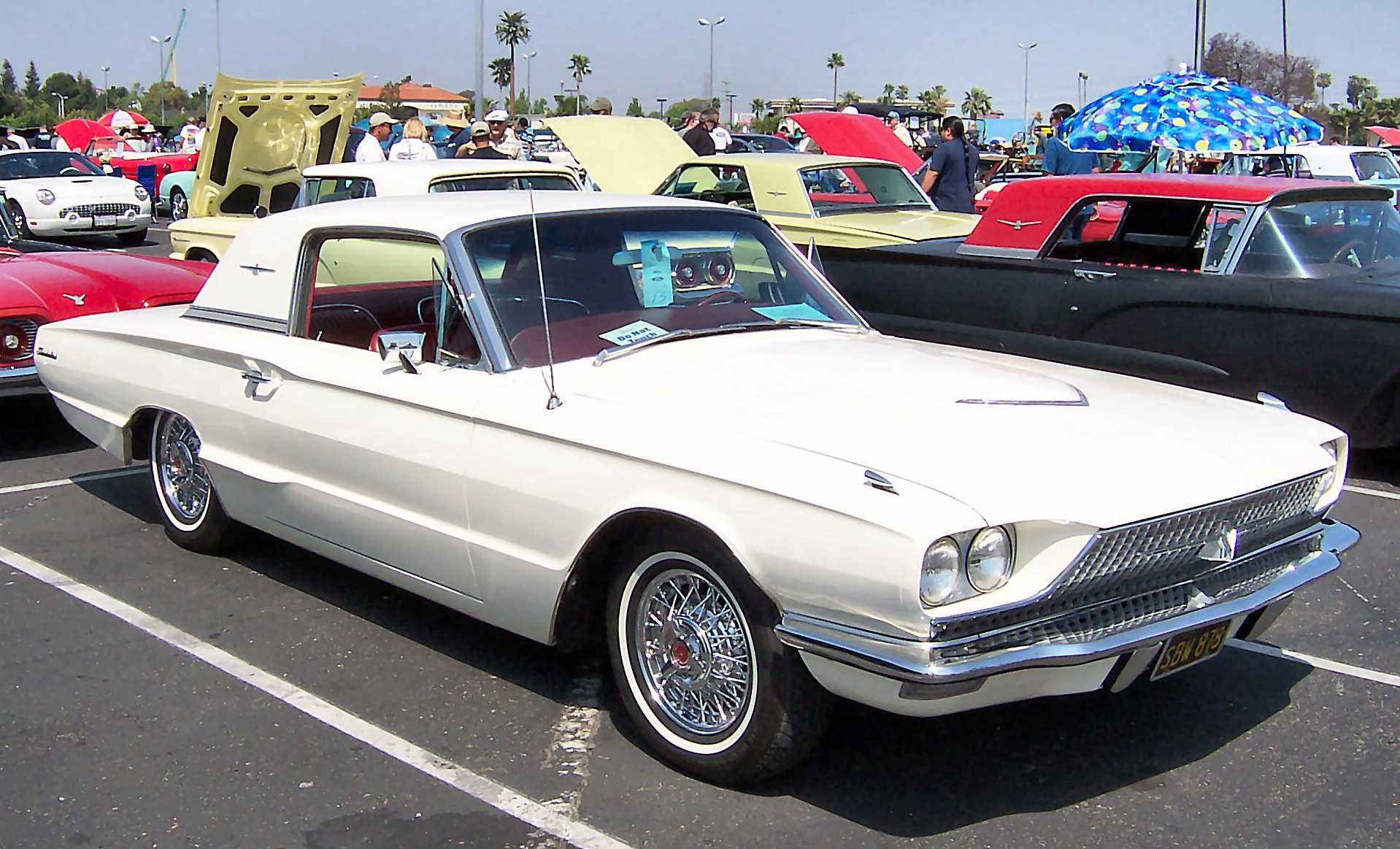
Esemplare del 1966

## Quinta serie (1967-1971)
Nel 1967 la Thunderbird subì il secondo grande restyling, poiché il design della Thunderbird dal 1958 al 1966 era rimasto sostanzialmente lo stesso. Per evitare sovrapposizioni con la Ford Mustang alla Thunderbird gli venne dato uno stile più lussuoso, molto simile alle Lincoln. Uno dei cambiamenti principali nel design si ha nella griglia anteriore, che nascondeva i fari.
La versione cabriolet non venne più prodotta e al suo posto venne prodotta la versione berlina, che però fu disponibile sono fino al 1971.
Nel 1970 subì un restyling principalmente nella parte anteriore dove i fari non erano più coperti dalla griglia e inoltre c'era una proiezione abbastanza prominente che ricordava vagamente il becco di un uccello. Fu un'idea di Semon Knudsen, il presidente della Ford.

Dal 1967 al 1971 furono venduti 278 058 esemplari.

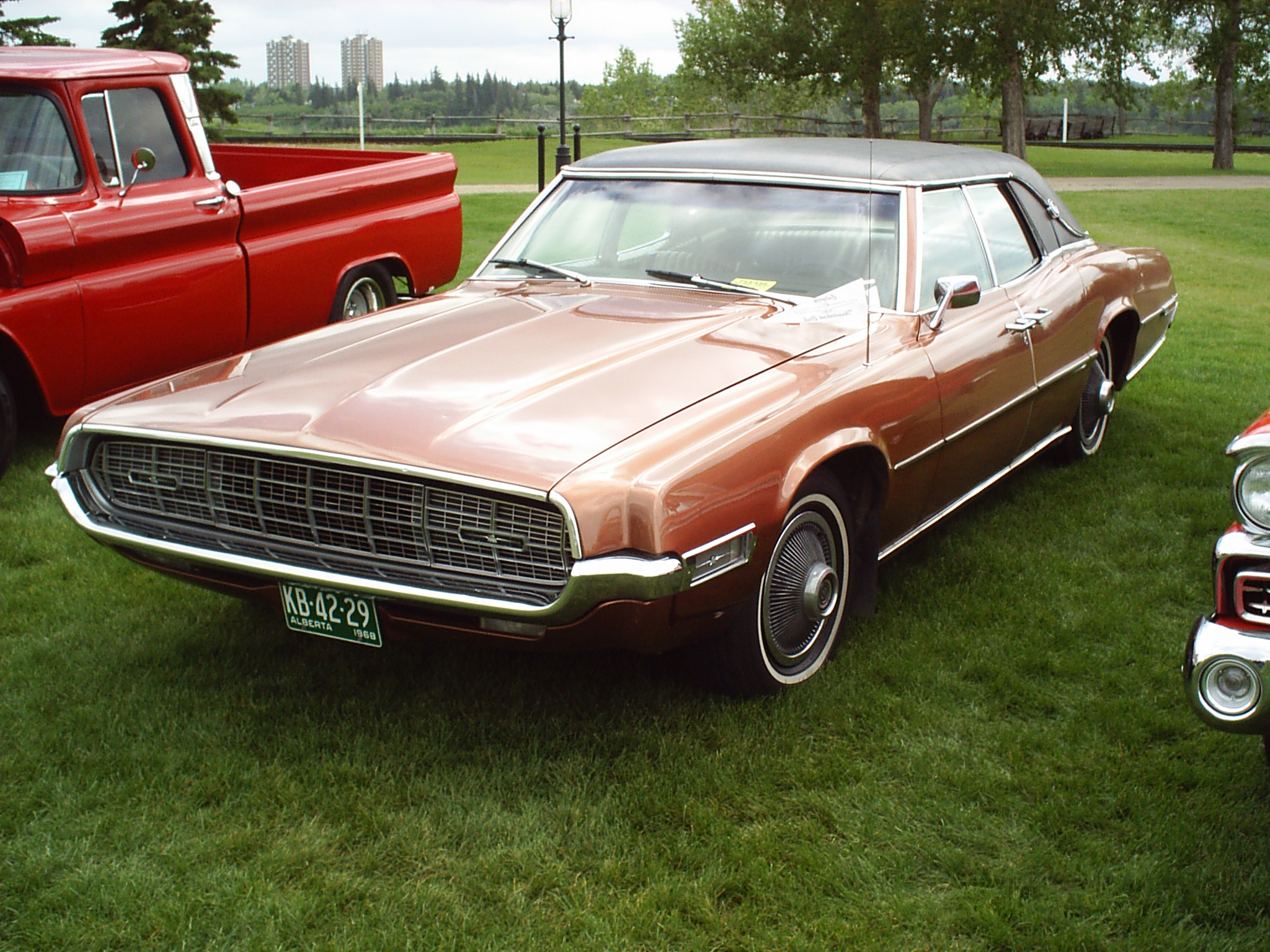
Esemplare del 1968
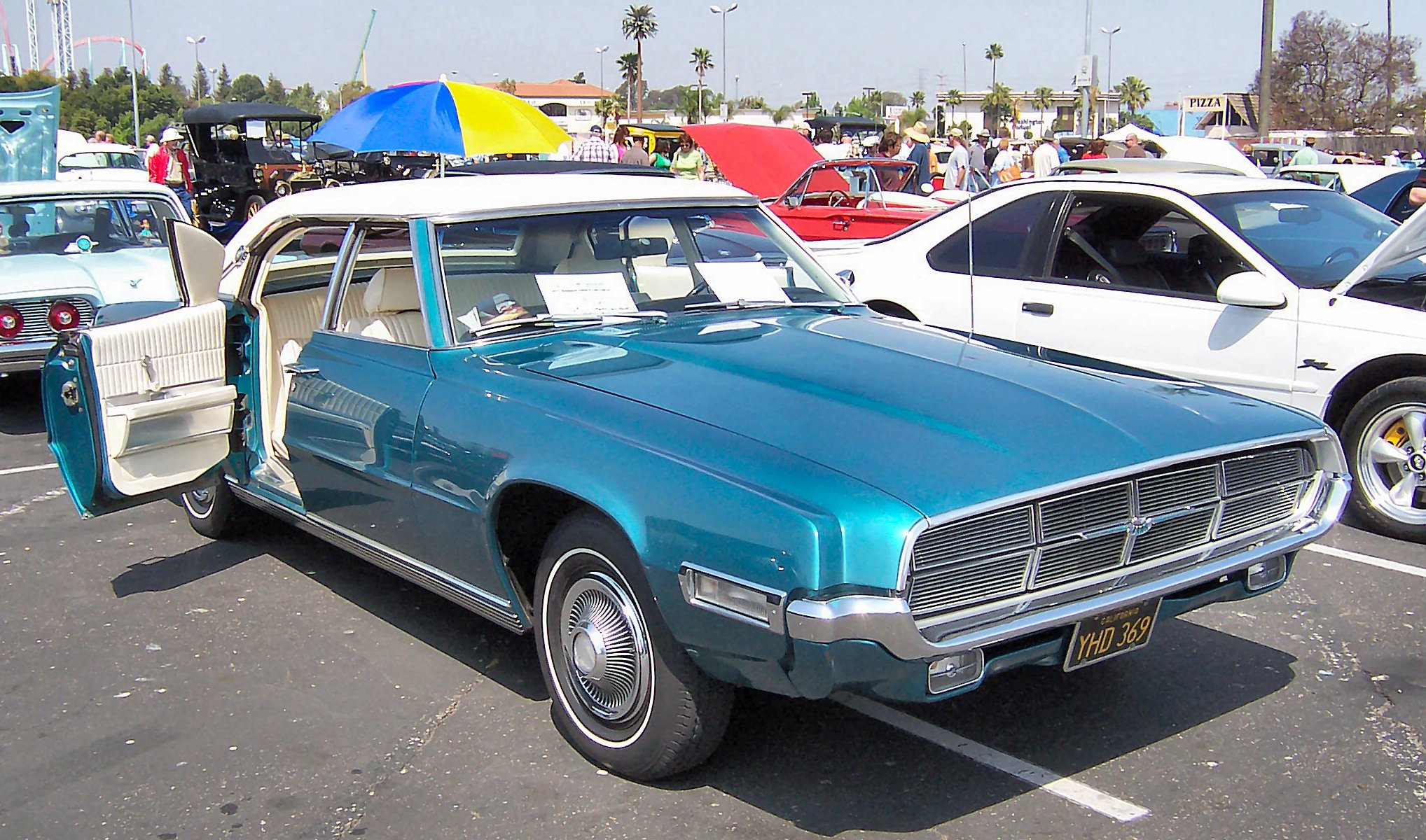
Esemplare del 1968
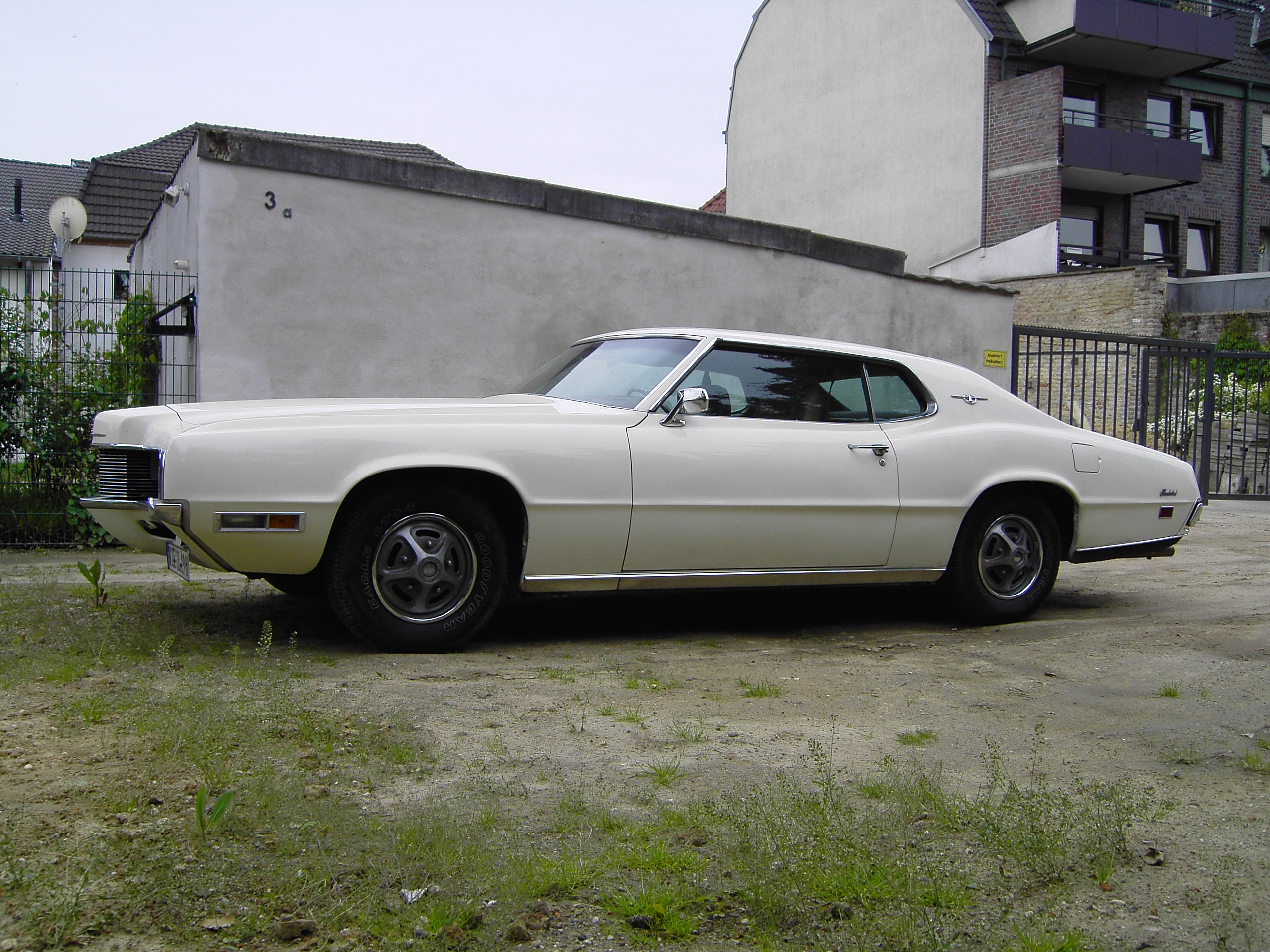
Esemplare del 1970
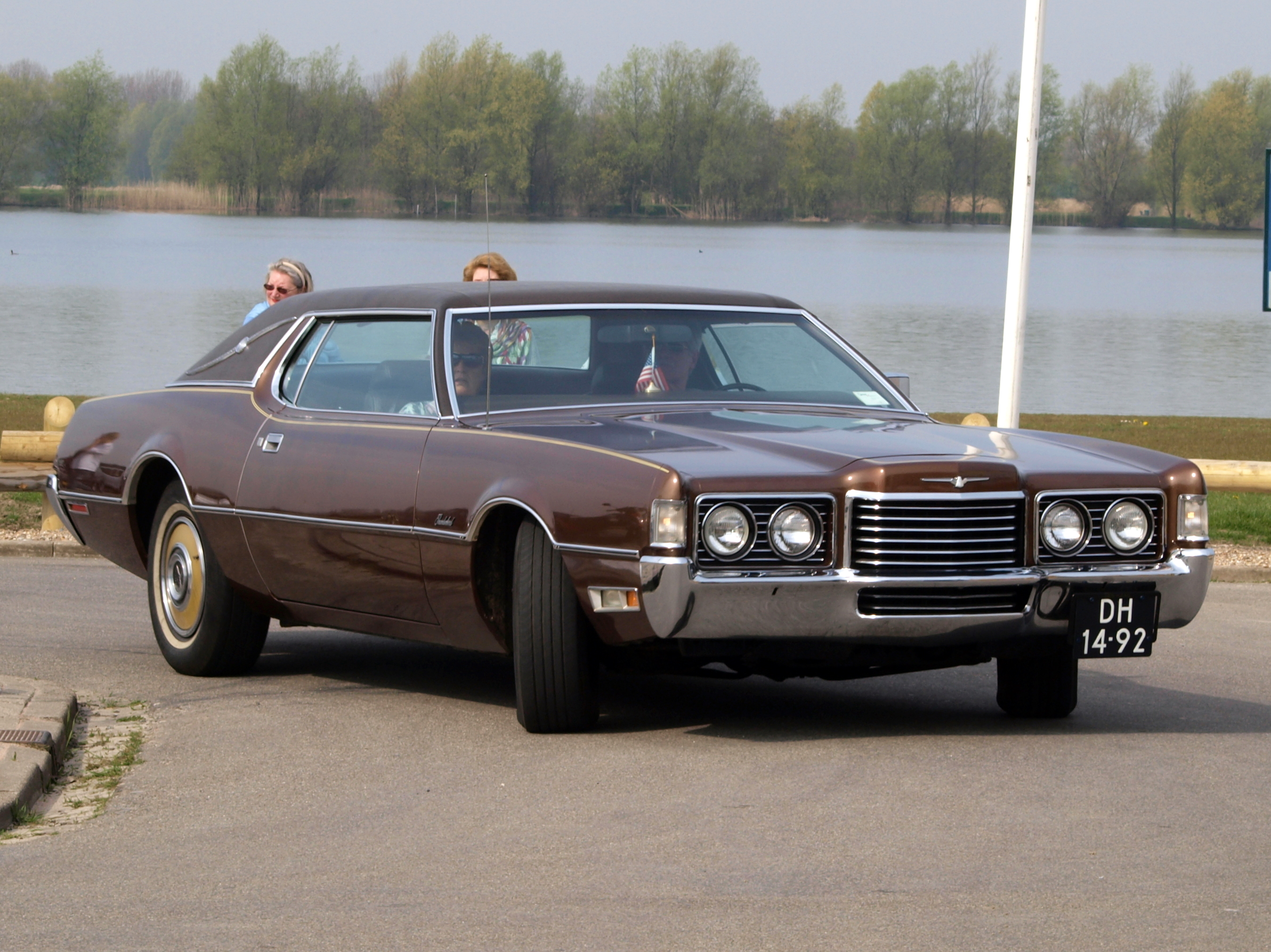
Esemplare del 1971

## Sesta serie (1972-1976)
La sesta serie della Thunderbird fece il suo debutto nell autunno del 1971, ma le vendite cominciarono nel 1972.
Fu la più grande Thunderbird mai prodotta. Nonostante potesse montare dei motori V8 molto potenti, l'aumento del peso le conferì delle prestazioni più modeste. Nel 1973 furono venduti 87 269 esemplari, ma in seguito alla crisi del petrolio del 1973, le vendite calarono fino a 42 685 nel 1975. 
Ne furono venduti 299 146 esemplari in totale.

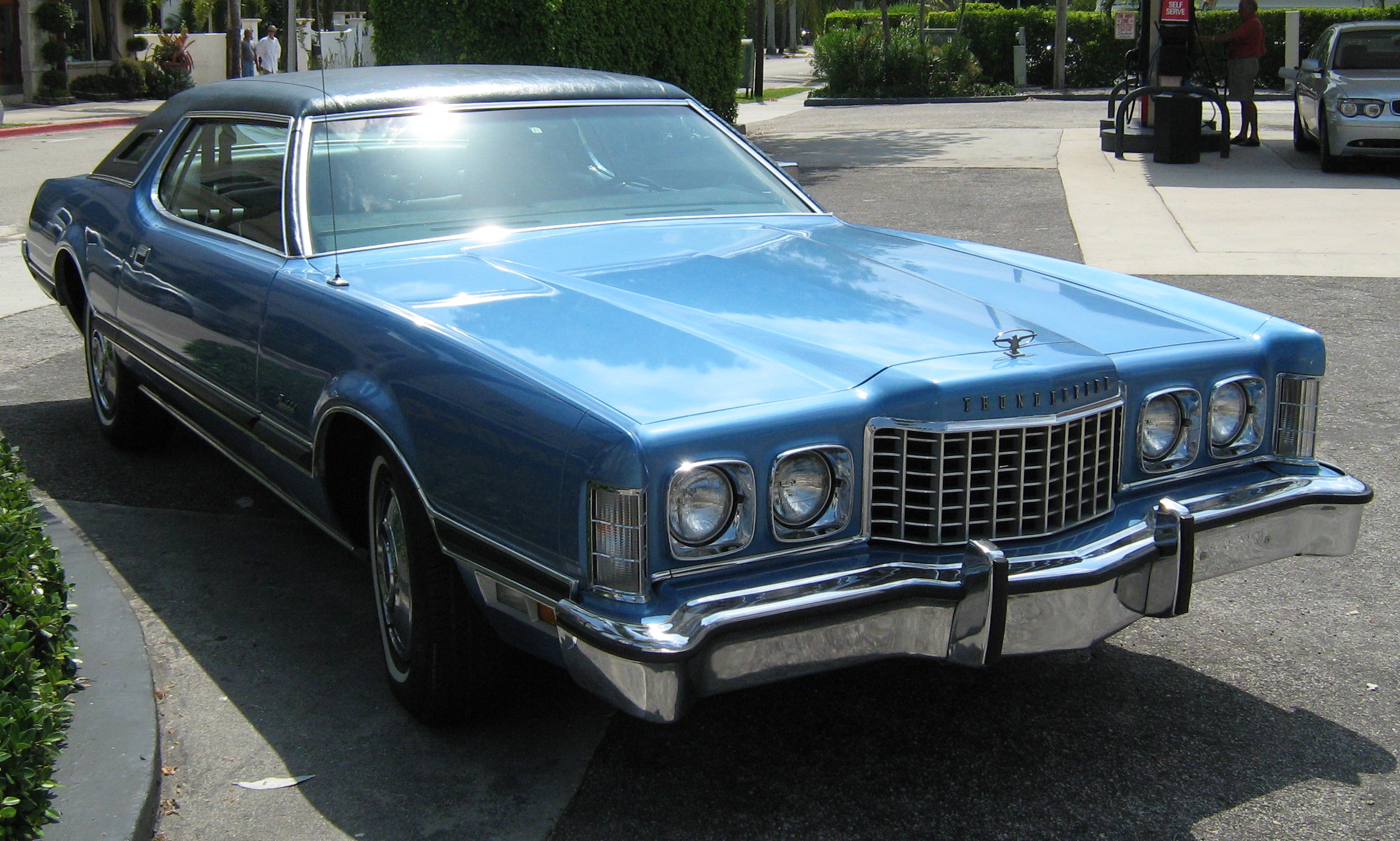
Esemplare del 1973
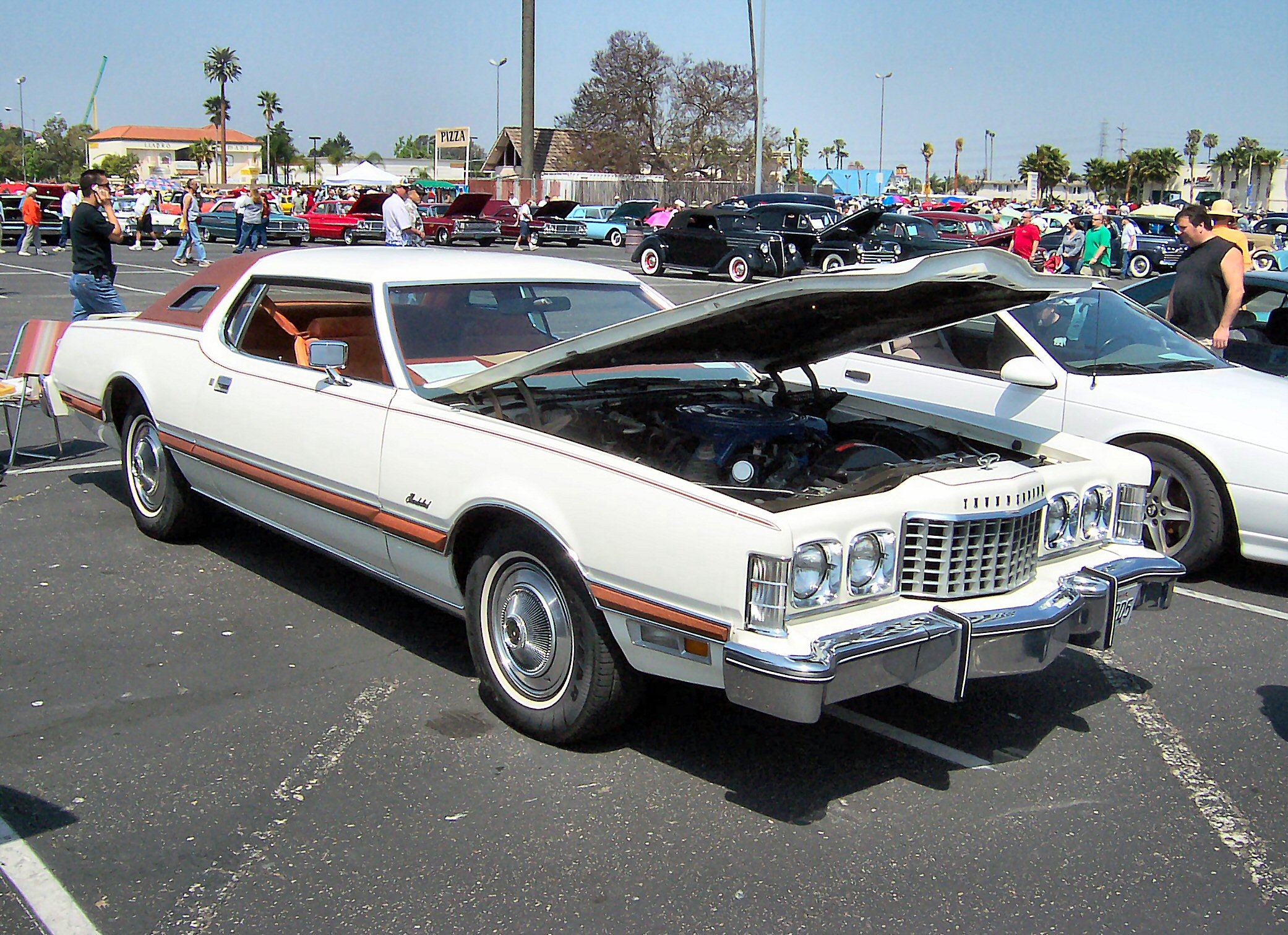
Esemplare del 1975
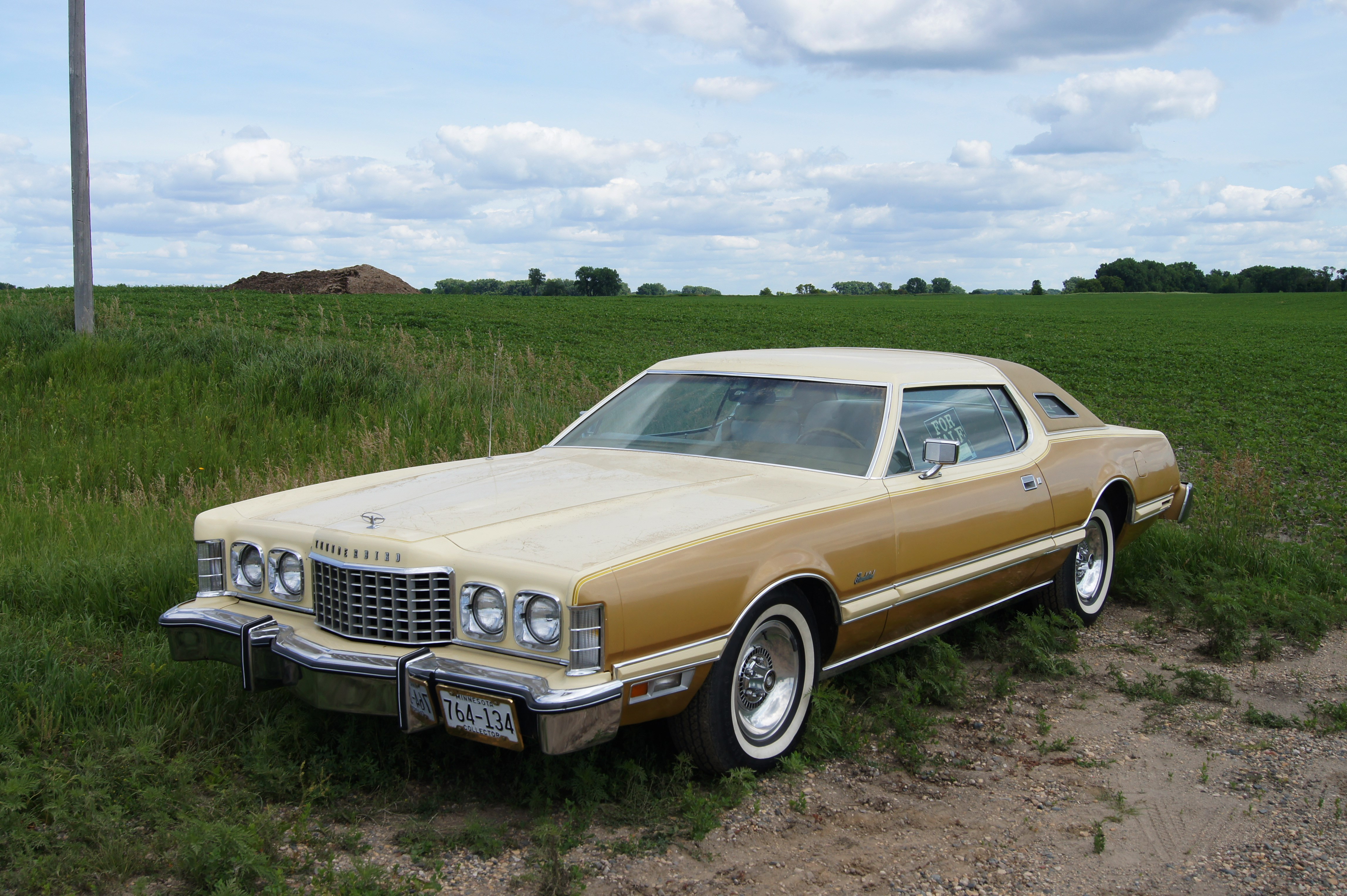
Esemplare del 1976

## Settima serie (1977-1979)
La settima serie della Thunderbird condivise il telaio con la Ford LTD II, che debuttò lo stesso anno.
Riducendo il peso, la lunghezza e la potenza del V8 installato, si poté ridurre il consumo di carburante, aumentando quindi l'efficienza rispetto al modello precedente.
Nel 1978 venne offerto uno speciale pacchetto per commemorare il 75º anniversario dell'azienda, il "Diamond Jubilee Edition". Le Thunderbird con questo pacchetto costavano il doppio, ma avevano molti optional. Nel 1979 venne proposto un pacchetto molto simile, chiamato "Heritage".
Dal 1977 al 1979 ne furono venduti 955 032 esemplari.

## Ottava serie (1980-1982)
Fu la prima Thunderbird ad avere una strumentazione digitale.
Per commemorare il 25º anniversario della Ford Thunderbird nel 1980 la Ford ha offerto una speciale versione della Thundrbird chiamata "Silver Anniversary Edition". Lo schema dei colori della carrozzeria venne soprannominato "Anniversary glow silver". Gli interni erano di color grigio argentato con pelle opzionale disponibile.
Nel 1981 si cominciò ad affiancare al classico motore V8 il motore V6.
Le vendite, rispetto al modello precedente, subirono un forte calo, infatti furono venduti solo 288 638.

## Nona serie (1983-1988)
In seguito al brusco calo delle vendite, la Thunderbird subi un importante restyling nel 1983: la nuova versione fu più aerodinamica e con il passo più corto.
Le vendite della Thunderbird raggiunsero il culmine nel 1984, per un totale di 170 551 esemplari venduti.
Nel 1987 subì un restyling che modificò principalmente i fari anteriore e che la rese ancora più aerodinamica.
La produzione di questa generazione originariamente sarebbe dovuta terminare nel 1986; visto il grande successo commerciale, la produzione terminò durante il 1988.

Dal 1983 al 1988 furono venduti 885 745.

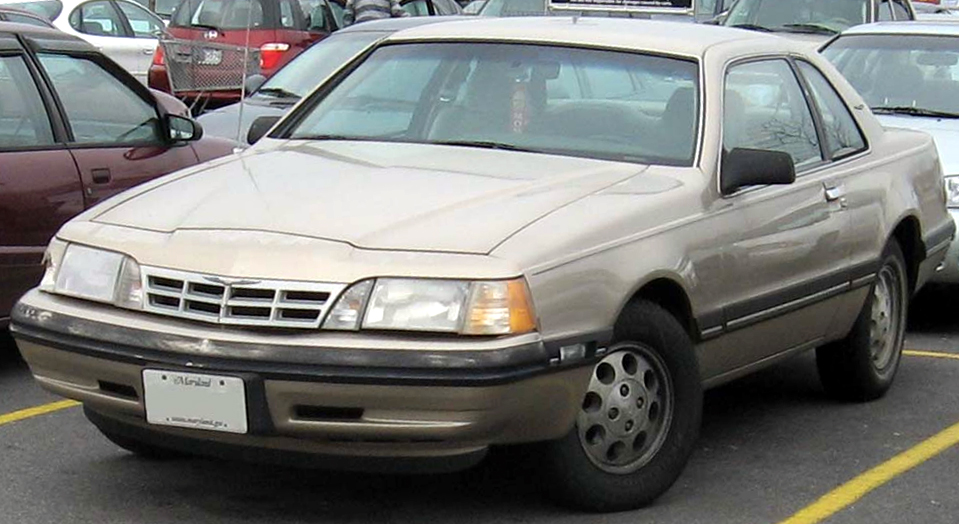
Una Thunderbird dopo il restyling 1987

## Decima serie (1989-1997)
La nuova generazione della Thunderbird venne presentata il 26 dicembre 1988. Le vendite cominceranno nel 1989.
Nel 1993 subì un restyling che modificò principalmente la parte frontale e che ottimizzò il comfort del conducente.
Dal 1989 al 1997 furono venduti 961 624 esempalri.

L'ultima Thunderbird fu montata a Lorain (Ohio), il 4 settembre 1997.

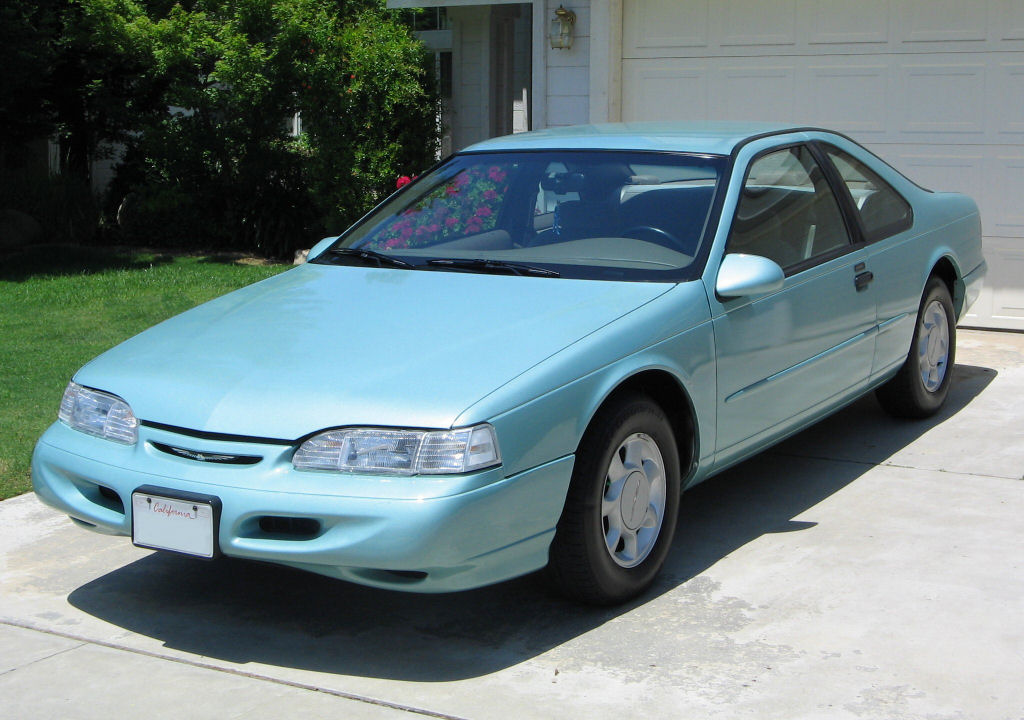
Una Thunderbird dopo il restyling 1993
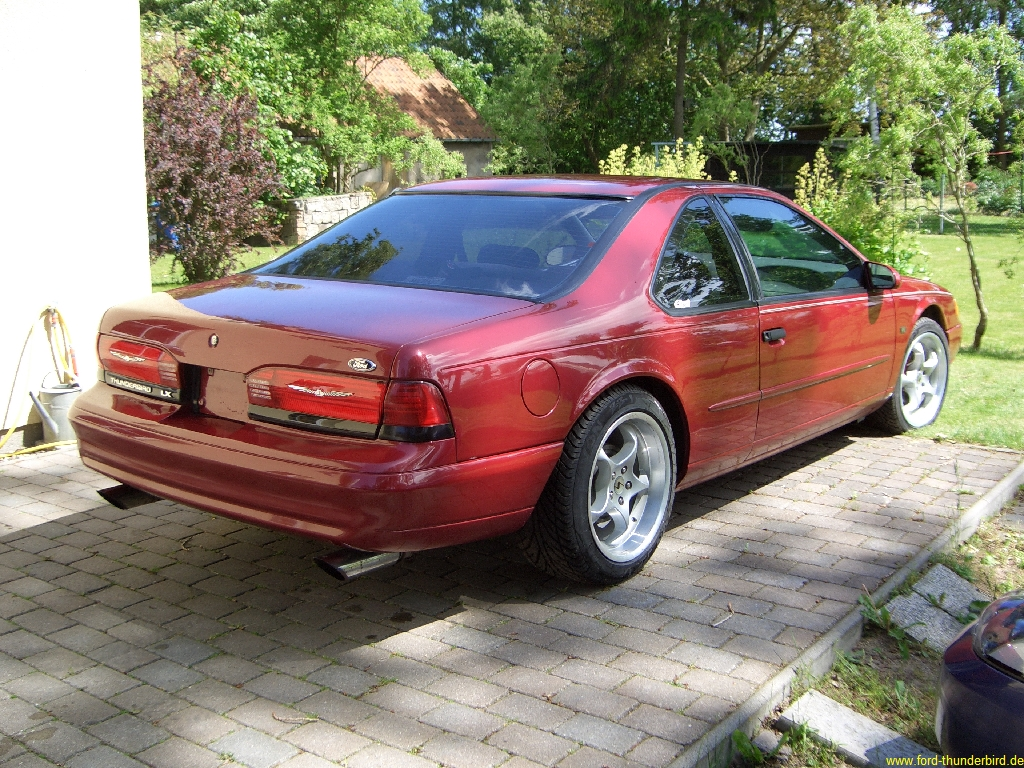
Vista posteriore di una Thunderbird dopo il restyling 1993

## Undicesima serie (2001-2005)
La produzione della Thunderbird ricominciò nel 2001. La nuova Thunderbird era molto simile al modello originale, infatti si presentava un particolare stile rétro e aveva solo due posti. Venne reintrodotta anche la versione cabriolet.
L'ultimo esemplare venne assemblato il 1º luglio 2005 e la Ford decise di non continuare la produzione della Thunderbird, nonostante essa avesse ottenuto un discreto successo (68 098 esemplari furono venduti in totale).

### La FAB 1

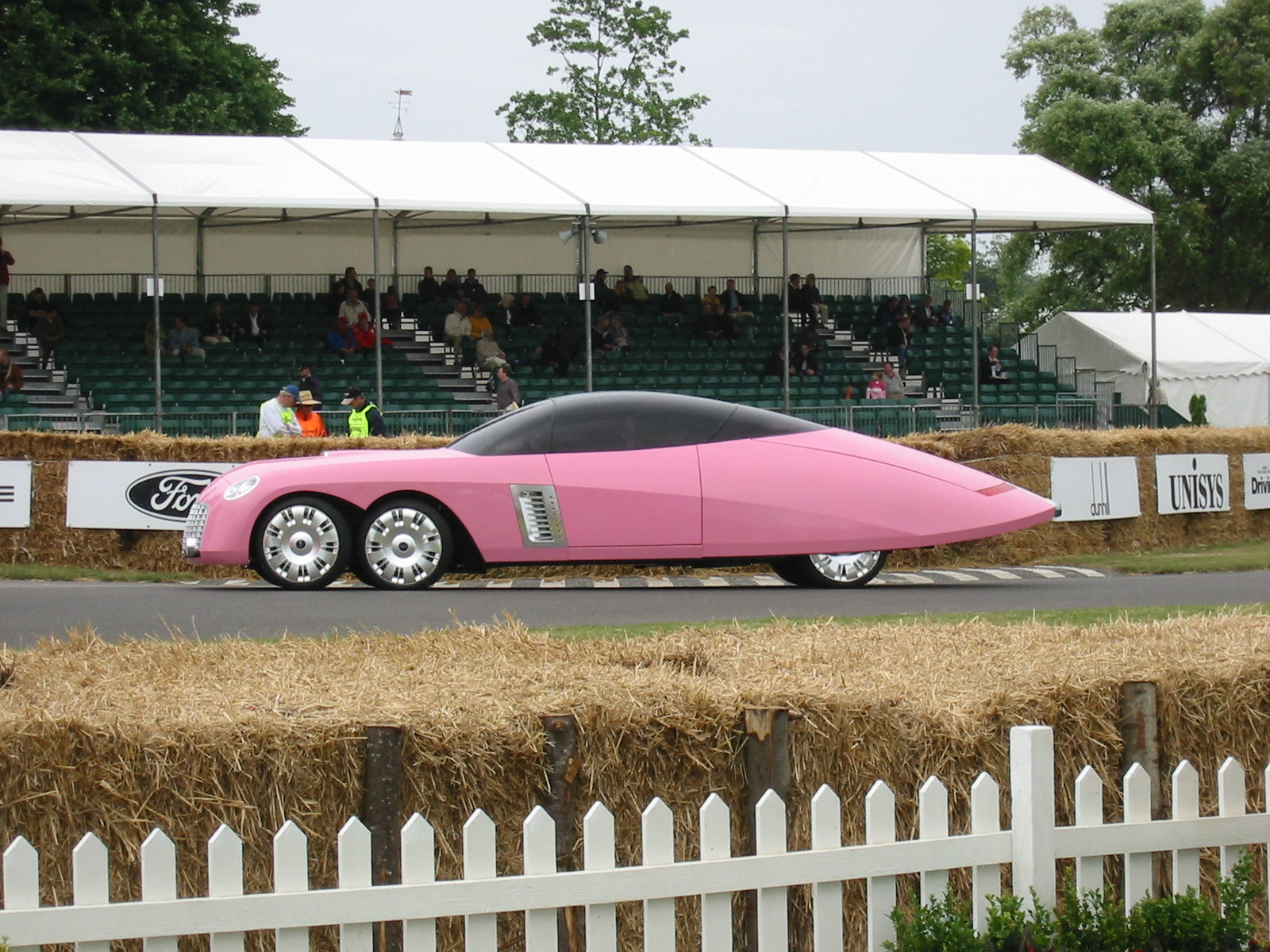
Vista laterale della FAB 1

Nel 2004 per il film Thunderbirds è stata realizzata una particolare vettura su base dell'undicesima generazione della Thunderbird, chiamata FAB 1.
In realtà la FAB 1 venne ideata negli anni '60 per la serie televisiva Thunderbirds. La FAB 1 originale venne realizzata sulla base di una Rolls-Royce. La principale particolarità di questa vettura era quella di avere sei ruote. Originariamente doveva essere proprio la Rolls-Royce a costruire la nuova FAB 1, ma alla fine venne realizzata dalla Ford.
Questa vettura è stata testata su strade pubbliche dal presentatore di Top Gear James May.

## La Ford Thunderbird nei NASCAR

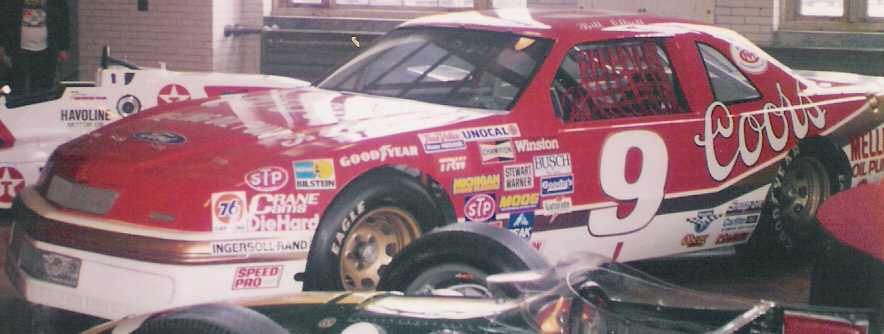
La Thunderbird di Bill Eliiot

La Ford Thunderbird partecipò anche alle competizioni NASCAR a partire dalla settima serie, ottenendo numerose vittorie. Come piloti della Ford Thunderbird possiamo ricordare: Bobby Allison, che vinse 13 gare nella stagione 1977-1980, Bill Elliott, che vinse il campionato del 1988, e Alan Kulwicki, che vinse il campionato del 1992.